# Oxira claudia
Oxira claudia är en fjärilsart som beskrevs av Charles Boursin 1963. Oxira claudia ingår i släktet Oxira och familjen nattflyn. Inga underarter finns listade i Catalogue of Life.